# Eusebio Delfín
Eusebio Delfín y Figueroa (Palmira, Cienfuegos, Cuba, 1 de abril de 1893; La Habana, Cuba, 28 de abril de 1965) fue un banquero, compositor e intérprete musical cubano, reconocido por la introducción de la técnica del arpegio en la música popular cubana, así como por sus numerosas composiciones, interpretadas por los principales representantes de la música popular cubana, como el Buena Vista Social Club, Celia Cruz, Rita Montaner, Compay Segundo, entre muchos otros.

## Biografía
Apodado "el Aristócrata Trovador" por sus contemporáneos, Eusebio Delfín y Figueroa fue hijo de Ramón Delfín y González de Mendoza, corregidor comercial de la Provincia de Cienfuegos (Real Decreto de 1891), y agente consular del Reino de Italia, perteneciente a "la aristocracia hispano-genovesa" asentada en Cuba. Su hermano, Ramón María Delfín, escribió el libro "La Gloria de la Familia". Ambos hermanos fueron miembros fundadores del Ateneo de Cienfuegos.  
Eusebio comenzó sus estudios en el Colegio de Monserrat, de la Compañía de Jesús, y más tarde con los Hermanos Maristas, finalmente graduándose como contador en Cienfuegos, donde forjó una carrera en la banca comercial. Más tarde fue nombrado administrador de la sede del National City Bank of New York en Cienfuegos, vicepresidente y administrador del Banco Hispano Cubano, director general de la contabilidad de la Secretaría de Hacienda de la República de Cuba, y finalmente director del Banco Comercial de Cuba.  
Eusebio Delfín  contrajo nupcias con Amalia Barcardí y Cape, la hija del magnate del ron, Emilio Bacardí, senador y alcalde de Santiago de Cuba, por tanto nieta de Facundo Bacardí. Tuvieron un único hijo llamado Eusebio Delfín y Bacardí, presidente de la Compañía Cubana de Aviación y notario en La Habana.
Falleció en La Habana el 28 de abril de 1965.

## Trayectoria musical
Delfín comenzó estudiando violín y clarinete pero en poco tiempo su interés fue capturado por la guitarra y la canción. Su profesor de guitarra lo fue Fernando Barrios y Vincente Sánchez le enseñó los rudimentos del canto. A la par de su carrera profesional realizó estudios de música con el valenciano Vicente Gelabert, así como con Vicente Sánchez Torralba y Fernando Barrios, aprendiendo violín, flauta, canto y guitarra, presentándose por primera vez en conciertos benéficos ligados al Ateneo de Cienfuegos, del que era fundador junto a su hermano Ramón María Delfín, y en el Teatro Terry en 1916.
De acuerdo a Guyún, Delfín fue responsable del cambio en el estilo que se usaba para tocar boleros. En los años veinte, el bolero era acompañado por guitarras rasgueadas y Delfín cambió esta forma a otra, consistente en una ejecución semiarpegiada. También repetía el ritmo cada tiempo y medio dejando en silencio la parte débil del segundo tiempo. Además, cantaba como barítono suave. Su elegante estilo e interpretación de sus canciones en las verbenas de la alta sociedad cubana provocó entre los jóvenes gran entusiasmo por la guitarra como instrumento, auxiliando también a la aceptación de la música popular fuera del entorno rural.
Su estilo musical se hizo muy popular, por lo que comenzó a musicalizar poesías de Gustavo Sánchez Gallaraga, Mariana Albaladejo, Rogelio Sopo Barreto, entre otros, como en el caso de la "La Guinda", de Pedro Mata, y también el clásico "it:¿Y tú qué has hecho?", o "Ansia" y "Qué Boca La Tuya", entre muchas otras.
Fue quizás Rafael Lam Marimón quien introdujo la idea de que "¿Y Tú Qué Has Hecho?" estaba basada en el poema de autor anónimo, surgiendo desde entonces algunas falsas atribuciones. Sin embargo, en la publicación del LP "En el tronco de un arbol" de 1958, el propio compositor afirmó su autoría escribiendo: "contemplando un viejo árbol observé un borroso nombre grabado seguramente por dos enamorados. Surgió la imagen y enseguida la inspiración para esta canción."
En 1921, grabó gran cantidad de canciones cubanas, como solista o interpretando dúos con artistas como Rita Montaner. Junto a Eusebio donó gran parte de sus derechos de autor a obras de caridad en Cienfuegos, así como todo el dinero de sus giras, que donó para la construcción de hospitales y parques.
Su última aparición pública fue el 29 de enero de 1956 acompañado de las Hermanas Martí.
En su honor está nombrado el Estudio Eusebio Delfín, primer estudio de producción musical de la ciudad de Cienfuegos. 

## Legado
Aparte de la introducción del arpegio o semiarpegio en la música popular cubana, las composiciones de Eusebio Delfín han sido interpretadas una gran cantidad de músicos reconocidos. Sobresalen los dúos que hizo junto a Rita Montaner a partir de 1922, y las numerosas versiones del clásico "¿Y Tú Qué Has Hecho", destacando la del legendario álbum debut del Buena Vista Social Club (también llamado Buena Vista Social Club), banda sonora del documental homónimo en 1997, considerado por la Revista Rolling Stone como uno de los álbumes más importantes de todos los tiempos, así como la versión interpretada por Celia Cruz, por la que, según ella misma, fue descubierta. "¿Y Tú Qué Has Hecho?" también sido interpretada y grabada por Company Segundo, Omara Portuondo, Pablo Milanés, entre muchos otros.

## Repertorio
- "Con las Alas Rotas"
- "La Guinda"
- "¿Y Tú Qué Has Hecho?" ("En El Tronco De Un Árbol")
- "Guajiras"
- "Qué Boca La Tuya"
- "Dios Lo Quiso"
- "Ya Lo Has Olvidado"
- "Tus Ojos Azules"
- "Con El Alma"
- "Isabelita No Me Quiere"
- "Lejos De Ti"
- "Cabecita Rubia"
- "Presentimiento"
- "Las Novias Pasadas"
- "Marisa"